# Dasný
Dasný (en allemand : Kronfellern) est une commune du district de České Budějovice, dans la région de Bohême-du-Sud, en République tchèque. Sa population s'élevait à 350 habitants en 2023.

## Géographie
Dasný se trouve à 8 km au nord-ouest de České Budějovice et à 118 km au sud-sud-est de Prague.
La commune est limitée par Zliv au nord, par Hluboká nad Vltavou à l'est, par České Budějovice au sud, et par Čejkovice et Pištín à l'ouest.

## Histoire
La première mention écrite du village date de 1418.

## Transports
Par la route, Dasný se trouve à 8,5 km de České Budějovice et à 153 km de Prague.